# Thiết bị bảo hộ cá nhân

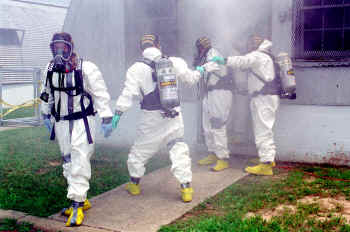
Nhân viên Cơ quan Thực thi Dược phẩm (DEA) mặc bộ đồ bảo hộ cấp B

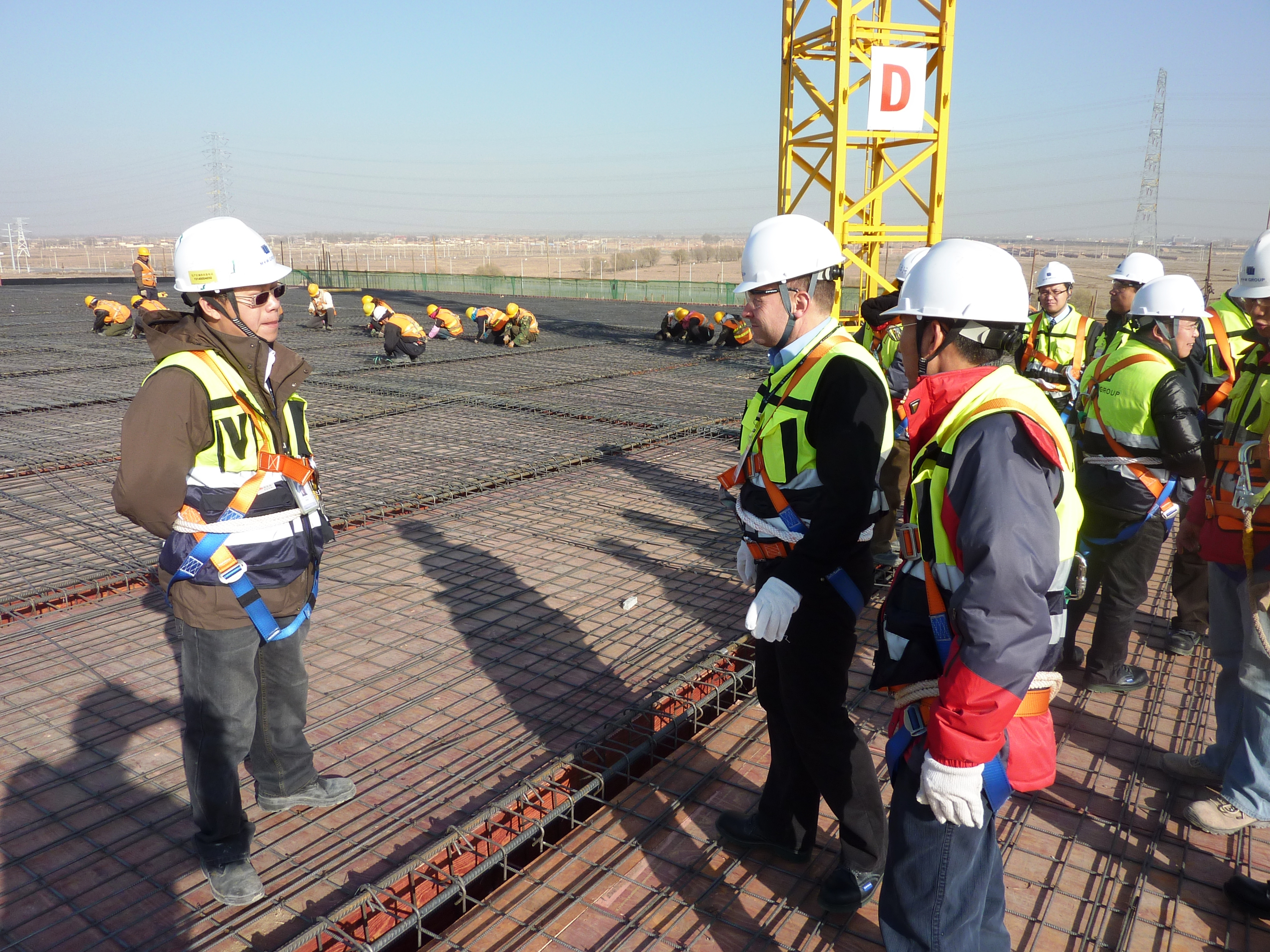
Thiết bị an toàn và hướng dẫn giám sát tại công trường

Thiết bị bảo hộ cá nhân (tiếng Anh: Personal protective equipment) viết tắt PPE, là các sản phẩm được thiết kế để bảo vệ người dùng khỏi các mối nguy hiểm trong môi trường làm việc hoặc trong các hoạt động khác . PPE có thể bao gồm quần áo, mũ bảo hiểm, kính bảo hộ, găng tay, khẩu trang, và các thiết bị bảo vệ khác. PPE giúp bảo vệ người lao động khỏi các mối nguy hiểm tại nơi làm việc như vật lý, điện, nhiệt, hóa học, sinh học và hạt vật chất trong không khí. Thiết bị bảo hộ là một biện pháp quan trọng để bảo vệ an toàn và sức khỏe của người lao động tại nơi làm việc, cũng như của người chơi thể thao và người tham gia các hoạt động giải trí khác.
Thiết bị bảo vệ cá nhân có vai trò giảm thiểu nguy cơ tiếp xúc với các yếu tố gây hại cho nhân viên khi biện pháp kiểm soát kỹ thuật và quản lý không thể thực hiện hoặc không đủ hiệu quả để giảm rủi ro xuống mức chấp nhận được. Nói cách khác, PPE cần thiết khi môi trường làm việc có các nguy cơ tiềm ẩn. Tuy nhiên, nhược điểm nghiêm trọng của PPE là không loại bỏ hoàn toàn nguy cơ tại nguồn và có thể khiến nhân viên tiếp xúc với nguy hiểm nếu thiết bị bị hỏng.
Thiết bị bảo hộ cá nhân tạo ra một lớp ngăn cách giữa người dùng và môi trường làm việc. Điều này có thể gây ra các vấn đề như căng thẳng, khó khăn khi làm việc và khó chịu. Những vấn đề này có thể khiến người dùng không sử dụng PPE đúng cách, dẫn đến nguy cơ chấn thương, bệnh tật hoặc tử vong. Thiết kế công thái học tốt giúp giảm thiểu các vấn đề này, góp phần đảm bảo an toàn sức khỏe cho người lao động.
An toàn và sức khỏe nghề nghiệp sử dụng các biện pháp kiểm soát mối nguy để giảm thiểu nguy cơ tại nơi làm việc. Hệ thống phân cấp các biện pháp kiểm soát mối nguy xếp hạng các biện pháp theo hiệu quả giảm thiểu rủi ro. Loại bỏ và thay thế là hiệu quả nhất, tiếp theo là kiểm soát kỹ thuật và hành chính, và cuối cùng là thiết bị bảo hộ cá nhân. Thiết bị bảo hộ cá nhân là biện pháp cuối cùng cần được áp dụng vì nó không loại bỏ hoàn toàn mối nguy.

## Lịch sử

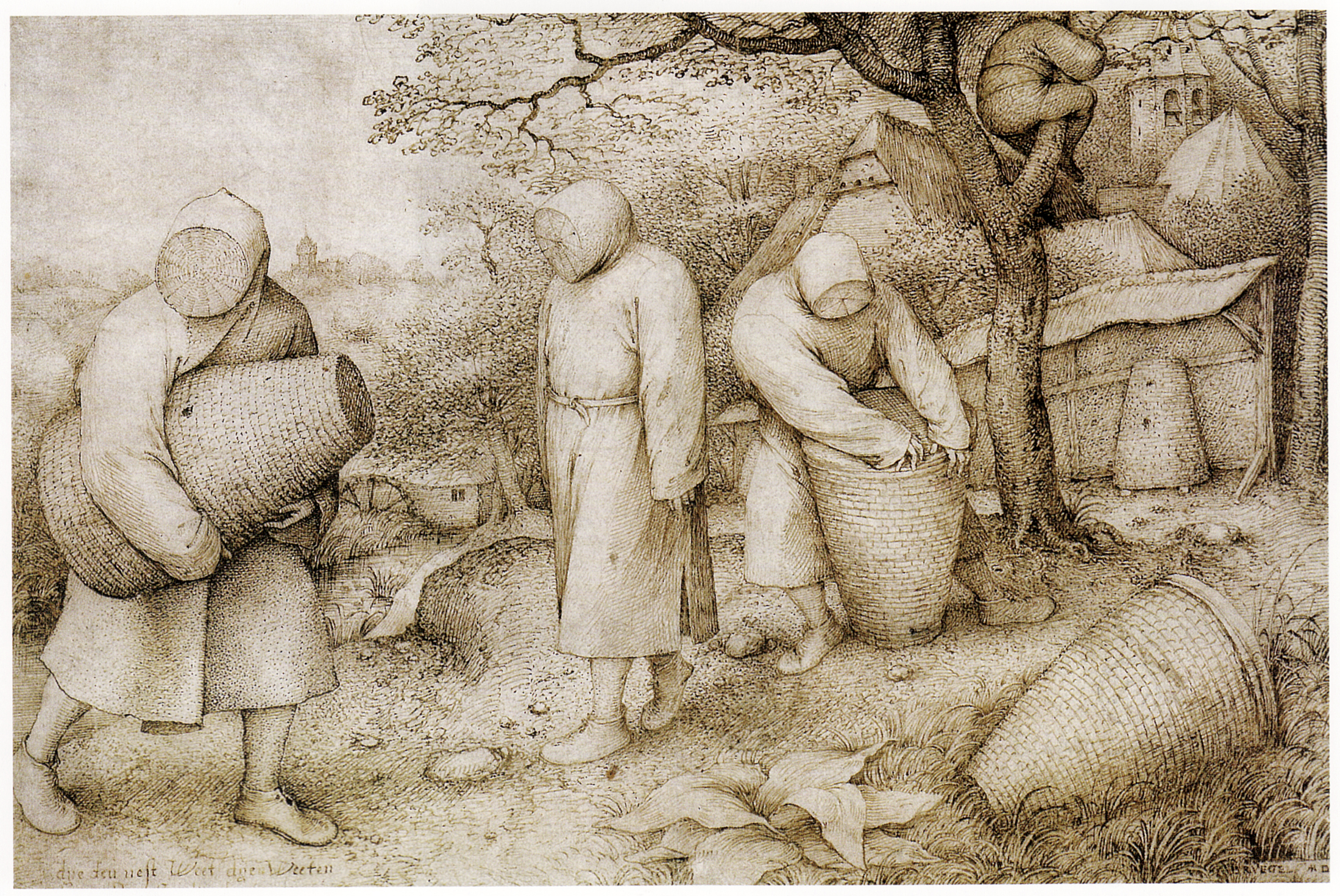
Bức tranh năm 1568 mô tả những người nuôi ong trong trang phục bảo hộ của Pieter Brueghel the Elder

Ban đầu, trang bị bảo hộ cá nhân chỉ được dùng để bảo vệ cơ thể khỏi các vết thương ngoài da. Đến thế kỷ 16, các bác sĩ chữa bệnh dịch ở châu Âu đã sử dụng trang phục bảo hộ toàn thân gồm áo dài, mũ, kính, găng tay và giày để tránh lây nhiễm khi tiếp xúc với bệnh nhân. Trang phục này làm từ vải dày, phủ sáp để chống thấm nước. Mặt nạ hình mỏ quạ nhồi đầy hoa, thảo mộc và gia vị được cho là có thể ngăn chặn sự lây lan của "chướng khí", một niềm tin sai lầm thời xưa cho rằng mùi hôi có thể truyền bệnh qua không khí. Trong những năm gần đây, khẩu trang vải do Ngũ Liên Đức khuyến khích sử dụng trong đại dịch dịch hạch phổi Mãn Châu năm 1910-1911 thường được coi là bước ngoặt trong sự phát triển của thiết bị bảo hộ cá nhân khoa học. Tuy nhiên, nhiều bác sĩ phương Tây lúc bấy giờ nghi ngờ về hiệu quả của khẩu trang trong việc ngăn ngừa lây lan bệnh dịch hạch.

## Các loại
PPE có thể được phân loại theo vùng cơ thể, nguy hiểm và loại. Ví dụ, ủng có thể bảo vệ bàn chân khỏi bị nghiền nát, đâm thủng, nước, hóa chất, nhiệt bức xạ và điện giật. Nên chọn PPE phù hợp với mối nguy hiểm tại nơi làm việc. PPE thoáng khí hơn có thể ít gây ô nhiễm hơn và thoải mái hơn cho người dùng.

### Mặt nạ phòng độc

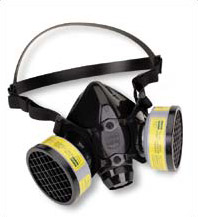
Mặt nạ phòng độc

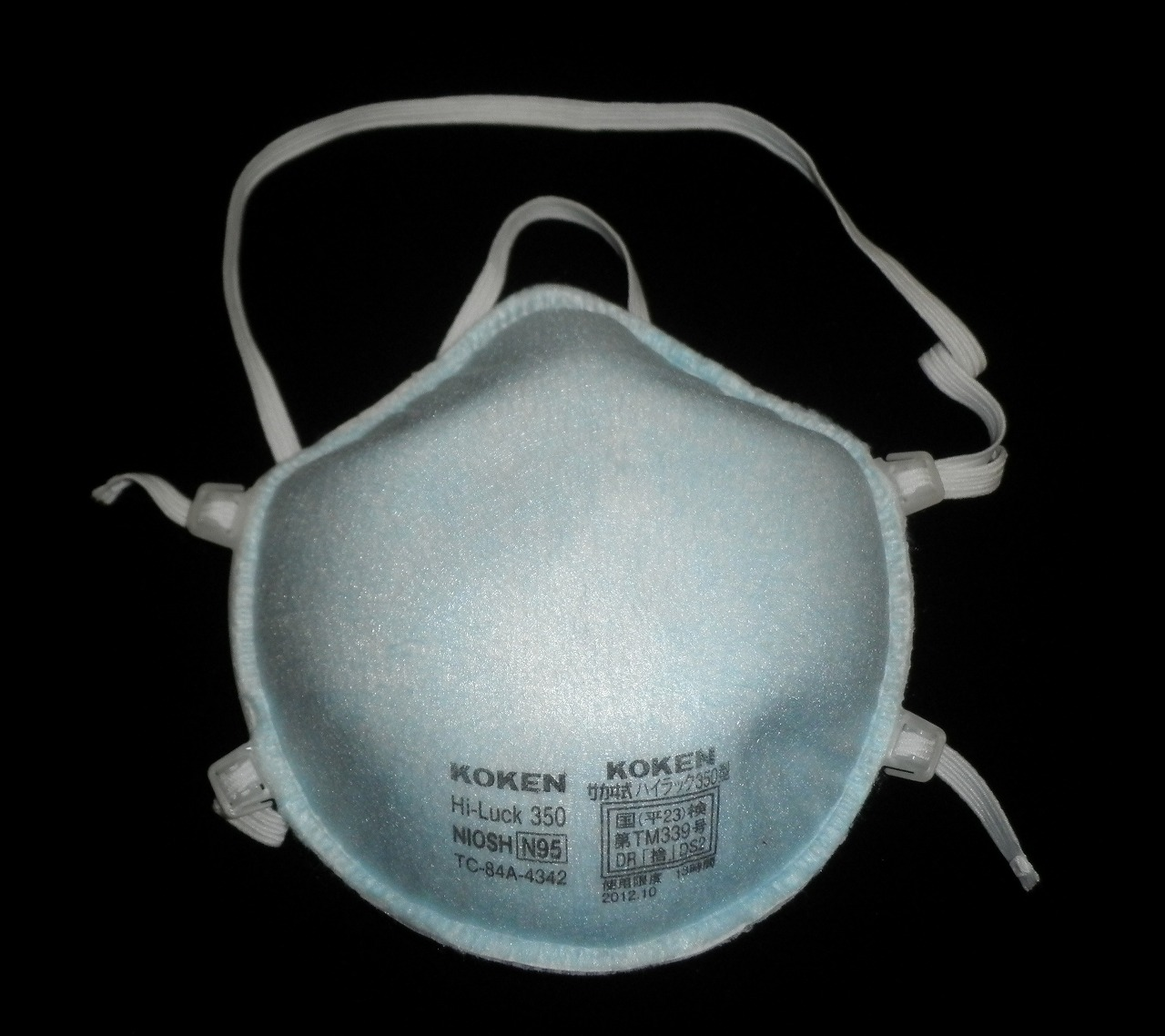
Khẩu trang n95

Mặt nạ phòng độc là thiết bị bảo vệ hô hấp giúp ngăn người dùng hít phải các chất gây ô nhiễm trong không khí.  Có hai loại mặt nạ phòng độc chính là mặt nạ lọc và mặt nạ cung cấp khí.
Viện Y học Lao động (IOM) của Vương quốc Anh là một tổ chức hàng đầu về trang bị bảo vệ hô hấp. Chuyên môn của họ được xây dựng dựa trên nhiều năm nghiên cứu, bao gồm cả việc xác định mức độ bảo vệ cần thiết tại nơi làm việc và đánh giá hiệu quả của các loại khẩu trang bán lẻ.
Cơ quan An toàn và Sức khỏe (HSE), Dịch vụ Y tế Quốc gia Scotland (NHS Health Scotland) và Sống Khỏe Lao Động (HWL) đã phối hợp phát triển Công cụ Chọn Trang bị Bảo vệ Hô hấp (RPE) trực tuyến. Công cụ tương tác này cung cấp mô tả về các loại mặt nạ và bình thở khác nhau, cùng với những hướng dẫn sử dụng đúng cách cho từng loại.
Tại Hoa Kỳ, Viện Quốc gia về An toàn và Sức khỏe Nghề nghiệp (NIOSH) có nhiệm vụ đưa ra các khuyến cáo về sử dụng trang bị bảo vệ hô hấp, tuân theo quy định liên bang số 42 CFR Phần 84 về mặt nạ bảo hộ của NIOSH.  Phòng Thí nghiệm Công nghệ Bảo vệ Cá nhân Quốc gia (NPPTL) thuộc NIOSH thực hiện các nghiên cứu về mặt nạ bảo hộ và đưa ra các khuyến nghị dựa trên kết quả nghiên cứu, giúp người dùng lựa chọn và sử dụng mặt nạ phù hợp và an toàn.
Mặc dù được xếp vào trang bị bảo hộ cá nhân nhưng khẩu trang y tế không được coi là mặt nạ phòng độc vì chúng không chặn được các hạt bụi siêu nhỏ và có khoảng hở ở viền.

### Bảo vệ da
Bệnh da nghề nghiệp là một trong những loại bệnh nghề nghiệp phổ biến nhất, với các triệu chứng như viêm da, ung thư và nhiễm trùng. Các tác nhân gây bệnh da nghề nghiệp có thể được chia thành bốn nhóm: hóa chất, vật lý, cơ học và sinh học. Bảo vệ da là cách ngăn chặn da tiếp xúc với các chất độc hại, vật sắc nhọn hoặc các tác nhân khác có thể gây hại. Găng tay là vật dụng bảo vệ da quan trọng nhất, có nhiều loại găng tay khác nhau được sử dụng cho các mục đích khác nhau. Ngoài găng tay, quần áo và đồ bảo hộ khác cũng có thể giúp bảo vệ da.

### Bảo vệ mắt

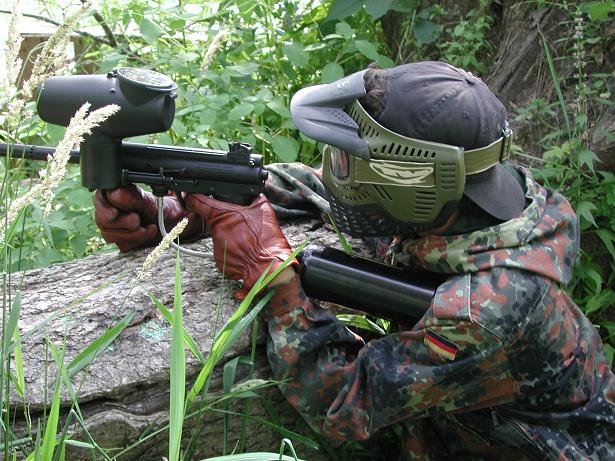
Người chơi bắn súng sơn đeo kính chống va đập mắt để bảo vệ mắt khỏi bị thương.

Chấn thương mắt là một vấn đề sức khỏe phổ biến ở Mỹ. Mỗi ngày, có khoảng 2.000 công nhân Mỹ bị chấn thương mắt cần chăm sóc y tế. Chấn thương mắt có thể do nhiều nguyên nhân gây ra, phổ biến nhất là do các hạt rắn như mảnh kim loại, dăm gỗ, cát hoặc xi măng rơi vào mắt. Ngoài các hạt rắn, chấn thương mắt do các hạt vật chất gây ra còn có thể do các hạt nhỏ trong khói, các hạt lớn như kính vỡ hoặc do lực cùn gây ra. Chấn thương mắt nghề nghiệp cũng có thể do bỏng hóa chất, tác nhân sinh học, tác nhân nhiệt từ các nguồn như mỏ hàn và tia UV.

### Bảo vệ thính giác
Tiếng ồn công nghiệp là một mối nguy hiểm nghề nghiệp nghiêm trọng, nhưng thường bị bỏ qua vì không nhìn thấy bằng mắt thường. Theo thống kê, hàng năm có khoảng 22 triệu công nhân tại Hoa Kỳ tiếp xúc với mức độ tiếng ồn có khả năng gây hại. Mất thính lực do nghề nghiệp là bệnh nghề nghiệp phổ biến nhất ở Hoa Kỳ, chiếm 14% tổng số bệnh nghề nghiệp.  Trong đó, khoảng 82% trường hợp xảy ra với công nhân trong lĩnh vực sản xuất.  Tại Hoa Kỳ, Mức độ tiếng ồn tại nơi làm việc Cơ quan Quản lý An toàn và Sức khỏe Nghề nghiệp (OSHA) quy định. Theo quy định của OSHA, mức độ tiếng ồn tối đa mà người lao động có thể tiếp xúc trong 8 giờ làm việc là 85 decibel (dBA). Viện An toàn và Sức khỏe Nghề nghiệp Quốc gia (NIOSH) khuyến nghị giảm mức độ tiếng ồn này xuống còn 80 dBA. Mức độ tiếng ồn thấp hơn sẽ giúp giảm nguy cơ mất thính lực do tiếng ồn nghề nghiệp. Thiết bị bảo vệ thính giác giúp giảm nguy cơ mất thính lực do tiếng ồn nghề nghiệp. Người lao động tiếp xúc với tiếng ồn cao nên sử dụng nút tai hoặc mũ bảo hộ chống ồn.

### Quần áo bảo hộ lao động
Loại PPE này bao gồm nhiều loại bộ đồ và đồng phục khác nhau, được mặc thường xuyên để bảo vệ người dùng khỏi nguy hiểm. Ví dụ, áo khoác phòng thí nghiệm của các nhà khoa học và áo chống đạn của nhân viên thực thi pháp luật đều thuộc loại này.
Người chơi thể thao thường đeo thiết bị bảo hộ để tránh bị thương. Tuy nhiên, các nghiên cứu về chấn thương của vận động viên chuyên nghiệp, chẳng hạn như cầu thủ bóng bầu dục Mỹ, cho thấy thiết bị bảo hộ hiện có có thể không hiệu quả như mong đợi.

## Giới hạn của định nghĩa
Cách hiểu định nghĩa thiết bị bảo vệ cá nhân có thể thay đổi tùy theo quốc gia. Ở Hoa Kỳ, luật lệ về PPE cũng không giống nhau ở các bang khác nhau. Ví dụ, vào năm 2011, Quỹ Chăm sóc Sức khỏe AIDS đã khiếu nại về vấn đề an toàn lao động đối với Hustler và một số công ty sản xuất phim người lớn khác, dẫn đến việc Cal/OSHA phát hành nhiều trích dẫn. Việc các diễn viên phim người lớn không sử dụng bao cao su đã vi phạm Chương trình phòng ngừa lây nhiễm bệnh qua máu, Thiết bị bảo vệ cá nhân của Cal/OSHA. Điều này cho thấy rằcho thấy thiết bị bảo hộ cá nhân có thể bao gồm nhiều ngành nghề khác nhau ở Hoa Kỳ và có định nghĩa trên phạm vi rộng.

## Nghiên cứu
Để xác định loại thiết bị bảo hộ cá nhân hiệu quả nhất trong việc ngăn ngừa lây truyền bệnh truyền nhiễm cho nhân viên y tế, cần có các nghiên cứu khoa học nghiêm ngặt. Các nghiên cứu này thường được thực hiện dưới hình thức thử nghiệm ngẫu nhiên có đối chứng (RCT) hoặc nghiên cứu mô phỏng.
Cải tiến hoặc sửa đổi thiết bị bảo hộ cá nhân có thể giúp giảm lây nhiễm. Ví dụ, thêm các tab vào khẩu trang hoặc găng tay giúp dễ dàng tháo ra hơn, và thiết kế áo choàng bảo hộ có thể giúp tháo găng tay cùng một lúc. Các phương pháp khác bao gồm đeo găng tay đôi, tuân theo các quy trình cởi bỏ cụ thể của CDC và cung cấp hướng dẫn bằng giọng nói trong khi cởi bỏ PPE. Tuy nhiên, vẫn cần nhiều nghiên cứu hơn để xác nhận hiệu quả của các phương pháp này.